# Antiochijská škola
Antiochijská škola je označení pro skupinu církevních Otců, raných křesťanských teologů a exegetů ze syrské oblasti z 5.–6. století, jejímž centrem bylo město Antiochie. Hlavními představiteli této teologické a především exegetické školy byli např. Diodor z Tarsu, Jan Zlatoústý nebo Theodor z Mopsuestie. 

## Základní rysy školy
Tato exegetická škola se vyznačovala svou opozicí vůči škole alexandrijské. Zatímco alexandrijská škola kladla při exegezi velký důraz na alegorii a obrazný výklad Bible, aniochijští otcové se drželi následujících postupů: 
- Odmítali Órigenovu alegorii a alegorezi a vraceli se k původnímu, slovnímu významu textu. Vraceli tak hodnotu dějinám spásy, jak jsou popsány především ve Starém zákonu.

- Proroctví nejsou míněna čistě jako předpovědi Kristova příchodu a novozákonních pravd, ale jsou „omezena“ na svou dobu; proroci sami znali jen ten význam svých proroctví, jaký jejich slova měla pro jejich dobu. Přesto mohou starozákonní proroctví odkazovat na Nový zákon jako typy, jejichž pravda se v plné míře nachází v Kristu.

- Při výkladu textu kladli důraz spíše než na odhalování abstraktních pravd na příklady. Písmo je velkou „sbírkou příkladů“, které jsou nám ukázány, abychom se podle nich mohli řídit. Jsou tedy mimo jiné velkou morální příručkou, a to jak Starý, tak Nový zákon.

## Příklad exegeze antiochijské a alexandrijské školy
Jako názorný příklad rozdílu pojetí exegeze může sloužit výklad kázání proroka Jonáše. Zatímco pro Teodora z Mopsuestie (Antiochie) je to výzva k obrácení Ninivanů a je na nich, aby se vzpamatovali a zřeli svého špatného jednání, pro Cyrila Alexandrijského se jedná o ukázku síly a moci Božího slova, které obrací pohany k Bohu. Patrný je zcela jiný aspekt kladený při výkladu téhož textu.